# جائزة مدينة تونس الكبرى
جائزة مدينة تونس الكبرى (بالفرنسية: Grand Prix de la ville de Tunis)‏ هو سباق دراجات هوائية تأسس في 2007 وكانت آخر دورة له في 2008. تدور أحداثه في تونس العاصمة.

أثناء دورتيه الإثنين، كانت هذه الجائزة تنتمي إلى طواف الاتحاد الدولي للدراجات لأفريقيا (UCI Africa Tour) في صنف 1.2.

## الدورات
| السنة | الفائز         | المركز الثاني     | المركز الثالث |
| ----- | -------------- | ----------------- | ------------- |
| 2007  | أحمد المرايحي  | فتحي أحمد التونسي | أحمد محمد علي |
| 2008  | عز الدين لعقاب | نبيل باز          | خليل تمارنت   |

## روابط خارجية
- نتائج جائزة مدينة تونس الكبرى على موقع siteducyclisme.net.